# ポロニウム
ポロニウム（英: polonium [pɵˈloʊniəm]）は原子番号84の元素。元素記号は Po。安定同位体は存在しない。第16族元素の一つ。銀白色の金属（半金属）。常温、常圧で安定な結晶構造は、単純立方晶 (α-Po)。36 °C以上で立方晶から菱面体晶 (β-Po) に構造相転移する。ただし、36℃〜54℃の間は共存する。

## 名称
当時マリ・キュリーは、祖国ポーランドをロシア帝国から解放する運動に強い関心を寄せていたことから、祖国の名である「Polonia」（ラテン語）が元素名の語源となった。
漢字では釙。

## 特徴
昇華性があり、化学的性質は、テルルやビスマスに類似する。水に溶けない。塩酸にはゆっくり溶ける。硫酸、硝酸には易溶、アルカリにはわずかに溶ける。酸化数は、-2, +2, +4, +6価を取り得る（+4価が安定）。
ウラン系列の過程でラドン222が崩壊することによってポロニウム218が生じ、更にこれが崩壊していく過程でポロニウム214、ポロニウム210が生じる。自然界に存在するポロニウムでは、ポロニウム210の半減期が138.4日と一番長い。人工的に作られるポロニウム209の半減期は102年である。全ての同位体が強力な放射能を持っている。
マリ・キュリーがポロニウムの存在を示唆した際に、ポロニウムを含む精製物がウランの300倍の放射活性を持つと記した。この表現が一人歩きして、ウランの300倍の強さの放射能を持つという表現がされることが多いが、実際にはウランの100億倍の比放射能（単位質量当りの放射能の強さ (Bq/mol, Bq/g)）を有し、ごく微量でも強い放射能を持つ（ただし、逆に自然界にはウランの100億分の1程度しか存在しない）。さらにポロニウムは昇華性があるため内部被曝の危険が大きく、厳重な管理の下で取り扱わなければならない。しかし、ポロニウムが発するα線自体は皮膚の角質層を透過できないため、ポロニウムを体内に取り込まない外部被曝に関しては危険性は少ないともいえる。
アルファ線源や原子力電池に加えてベリリウムと組み合わせて中性子発生源として核兵器の起爆装置にも使われる。

## 歴史
1869年、周期表を発表したドミトリ・メンデレーエフは未発見の第84番元素が存在すると予言、テルルの一つ下に位置する元素であることから、サンスクリット語で「1」を意味する「エカ」をテルルにかぶせエカテルルと仮に名付けた。原子量を約212と予測している。
1898年7月、ピエール・キュリーとマリ・キュリーがウラン鉱石から発見。1896年にアンリ・ベクレルによる放射能の発見を受け、まず放射能を測定する機器を開発する。ピエール・キュリーの考案した圧電気計を改良し、ウランを中心に放射能を測定する。ウラン鉱石（ピッチブレンド）を測定したところ、ピッチブレンドに含まれるウランの濃度から計算した放射線より少なくとも4倍の線量を検出した。このため、ウランとは異なる未知の放射性元素が含まれているのではないかと推論した。しかしながら、ピッチブレンドは高価であり、新元素を単離するだけの分量が入手できなかった。オーストリア政府に頼み込んだ結果、ヨアヒムスタール鉱山から採掘したウラン鉱の残りかすを数トン入手できた。ポロニウムの分離には数か月を要したという。12月にはラジウムも発見した。

### 加速器駆動未臨界炉関連での生成実験
ポロニウムを生成する鉛ビスマス共晶合金（英：Lead-bismuth eutectic）は、液体金属冷却炉(高速増殖炉)のうち鉛冷却高速炉(LFR)で冷却材として使用されることがある。1991年頃に開発されたロシアのSVBR-75/100では使用されている。2000年代は東京工業大学でも研究が行われ、「Japan-Russia LBE Coolant Workshop」などの研究会が設置されていた。また2004年当時はポロニウムの除去方法が課題とされていた。
一方、東芝・日立が折半出資する茨城県東茨城郡大洗町の日本核燃料開発)(NFD)、同水戸市の株式会社化研、特殊法人日本原子力研究所(JAERI)、核燃料サイクル開発機構(JNC)は共同で、「加速器駆動核変換システム（ADS）に関する技術開発で必要」としてポロニウム生成実験を行い、実験結果を日本原子力学会「2004年秋の大会」で発表した。同論文は「液体鉛ビスマスはADSの核破砕ターゲット材及び冷却材として有望視されている」と謳っている。ただし2016年現在、鉛冷却高速炉では、ビスマスそのものが使用されなくなりつつある。
また、開発中の高速増殖炉もんじゅ、東芝の4S (原子炉)、GE日立ニュークリア・エナジー (GEH)の PRISM (原子炉)、稼働停止中の常陽は、ナトリウム冷却高速炉であり、ビスマスもポロニウムも使用しない。また、カザフスタン共和国で稼働していたBN-350、ロシアで稼働中のBN-600およびBN-800、開発中のBN-1200も同様である。

## 用途例

### 熱源
ポロニウムは強いアルファ線を放出するため発熱する。1 gのポロニウム塊はアルファ崩壊熱により500 °Cに達し、520 kJの熱を放出する。この特性から、人工衛星用原子力電池の熱源として利用された（実際のところは、発熱体としては 238Pu の優秀性が際立っている）。

### 暗殺の手段として
2006年11月にイギリスで発生した、元ロシア連邦保安庁 (FSB) 情報部員アレクサンドル・リトビネンコの不審死事件で、ポロニウム210が被害者の尿から検出されたことが明らかになった（死因は体内被曝による多臓器不全と推測され、暗殺その他の謀略死の可能性が広く指摘されている。なお、事件の詳細は当人の項参照）。ロシア運輸省は航空機から基準値を超える放射線を検出したと発表したが、その後の調査で基準値の範囲内であると判明した。
2004年11月に死去したPLO執行委員会議長ヤーセル・アラファートの死因も当初不明とされたが、その後病院で使用していた衣類よりポロニウム210が検出されたことより、ポロニウムによる暗殺が疑われている。
ポロニウム210は99.99876%アルファ崩壊のみで崩壊し、崩壊過程でガンマ線の放射を0.00123%しか伴わない（殆どのアルファ崩壊はガンマ線の放射を伴う）。アルファ線は紙一枚で遮蔽されるため、容器に入ったポロニウム210（あるいは微量仕込んだ食品等）をガンマ線計測により検出することは不可能である。運搬者が被曝しないこと、被害者を即死させないことも暗殺用薬物に適した特徴である。

## 化合物
- ポロニウム化合物
  - ポロニウム化水素 (H2Po)
  - 亜ポロニウム酸 (H2PoO3)
  - ポロニウム酸 (H2PoO4)
  - 二臭化ポロニウム (PoBr2)
  - 四臭化ポロニウム (PoBr4)
  - 二塩化ポロニウム (PoCl2)
  - 四塩化ポロニウム (PoCl4)
  - 四フッ化ポロニウム (PoF4)
  - 六フッ化ポロニウム (PoF6)
  - 四ヨウ化ポロニウム (PoI4)
  - 硝酸ポロニウム(IV) (Po(NO3)4)
  - 一酸化ポロニウム (PoO)
  - 二酸化ポロニウム (PoO2)
  - 三酸化ポロニウム (PoO3)
  - 水酸化ポロニウム(II) (Po(OH)2)
  - 水酸化酸化ポロニウム(IV) (PoO(OH)2)
  - 一硫化ポロニウム (PoS)
  - 硫酸ポロニウム(IV) (Po(SO4)2)

## 同位体
ポロニウムには安定同位体が存在せず、すべてが放射性である。ポロニウム194からポロニウム220までの質量範囲がある。主な同位体は、加速器で生成されるポロニウム208（半減期2.898年）、ポロニウム209（半減期102年）、自然界に存在するポロニウム210（半減期138.376日）がある。

### ポロニウム210
ポロニウム210は自然界に存在するポロニウムの同位体のうち一番長い半減期（138.376日）を持つ。1 mgにつき5 gのラジウムとほぼ同数のα粒子を放射する。1 gのポロニウム210のアルファ線は、熱エネルギーを140ワット生成する。

## 発生
自然界ではウラン鉱に極微量に存在するだけの非常に稀な元素であり、ラドン222(222Rn)から崩壊するポロニウム218(218Po)などがある。1934年に実験が行われ、天然のビスマス209(209Bi)に中性子を照射することでビスマス210(210Bi)が生成し、そのビスマス210(210Bi)が崩壊しポロニウムが発生することが判明した。